# 阿鲁瓦尔
阿鲁瓦尔，是西班牙拉里奥哈自治区的一个市镇。总面积7平方公里，总人口409人（2001年），人口密度58人/平方公里。